# Kijanka
Kijanka (prononciation : [kiˈjanka]) est un village polonais de la gmina de Chotcza dans le powiat de Lipsko de la voïvodie de Mazovie dans le centre-est de la Pologne.
Il se situe à environ 7 kilomètres au nord-ouest de Chotcza (siège de la gmina), 16 kilomètres au nord-est de Lipsko (siège du powiat) et à 116 kilomètres au sud-est de Varsovie (capitale de la Pologne).

## Histoire
De 1975 à 1998, le village appartenait administrativement à la voïvodie de Radom.